# Irische Sprache
Die irische Sprache (irisch Gaeilge [ˈɡeːlʲɟə] oder im Munster-Dialekt Gaolainn [ˈɡeːləɲ], nach der bis 1948 geltenden Orthographie meist Gaedhilge), Irisch oder Irisch-Gälisch, ist eine der drei goidelischen oder gälischen Sprachen. Sie ist also eng verwandt mit dem Schottisch-Gälischen und dem Manx. Die goidelischen Sprachen zählen zum inselkeltischen Zweig der keltischen Sprachen.
Laut dem 8. Verfassungsartikel ist Irisch „die Hauptamtssprache“ (an phríomhtheanga oifigiúil) der Republik Irland, „da sie die nationale Sprache ist“. Die Europäische Union führt Irisch seit dem 1. Januar 2007 als eine ihrer 24 Amtssprachen. Ungeachtet ihres herausgehobenen offiziellen Status hat die Sprache nur noch wenige muttersprachliche Sprecher. Kommunen in Irland, wo Irisch noch im täglichen Umgang gesprochen wird, werden als Gaeltacht offiziell ausgewiesen und gefördert, auch dort ist aber Irisch nicht unbedingt mehrheitlich in Gebrauch.
Die Sprachkennung des Irischen ist ga oder gle (nach ISO 639); pgl bezeichnet das archaische Irisch der Ogham-Inschriften, sga das darauffolgende Altirisch (bis etwa 900) und mga Mittelirisch (900–1200). Der bis 2005 verwendete Ethnologue-Code lautete GLI.

## Geschichte

Heutige Verbreitung des Irischen als Erstsprache (Gaeltacht)

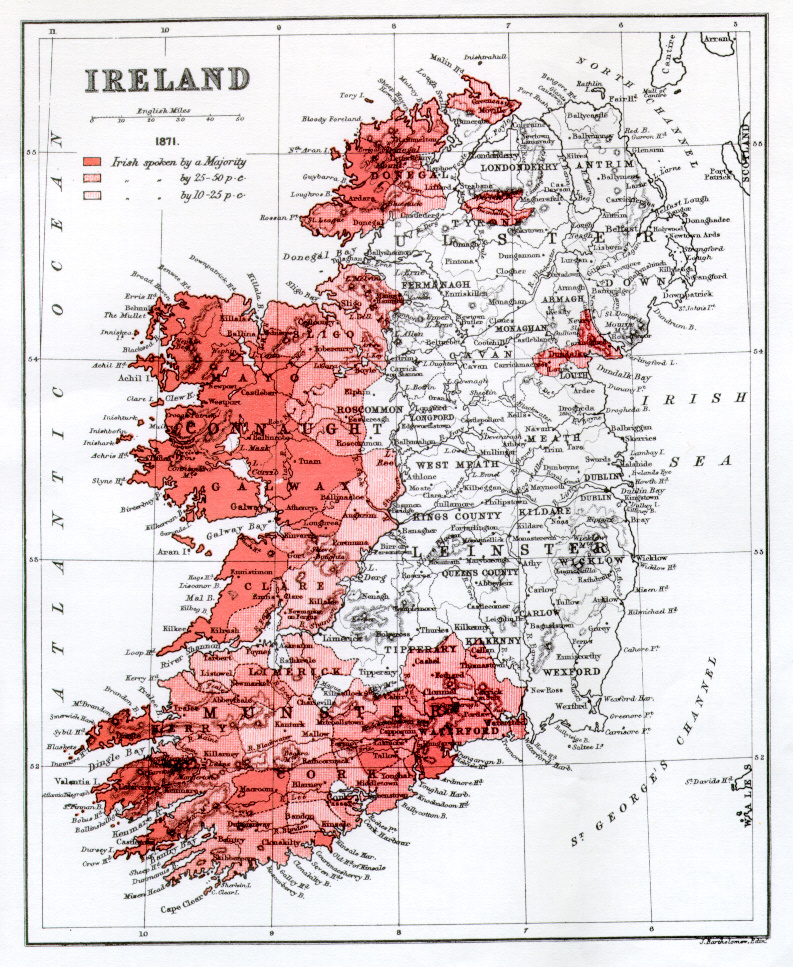
Verbreitung des Irischen nach dem Census von 1871

Verbreitung des Irischen in der Republik Irland als Erst- und Zweitsprache nach dem Zensus von 2011

Die Anfänge der irischen Sprache liegen zu großen Teilen im Dunkeln. Zwar ist das Irische unbestritten eine keltische Sprache, doch es ist umstritten, wann und auf welchem Weg es nach Irland kam. Die frühesten Zeugnisse des Irischen sind Inschriften in der sogenannten Ogham-Schrift. Sie wurde etwa vom 3. bis 6. Jahrhundert n. Chr. eingesetzt, eine sichere absolute Datierung ist jedoch nicht möglich. Ogham ist ein Alphabet, in dem die Buchstaben durch Gruppen von ein bis fünf Kerben (Konsonanten) oder Punkten (Vokale) bezeichnet wurden. Die Ogham-Schrift ist fast nur auf Steinkanten erhalten, wahrscheinlich wurde jedoch auch auf Holz geschrieben.
Gesichert ist damit soviel, dass zur Zeit der Ogham-Inschriften (also ab spätestens dem 4. Jahrhundert) in Irland Irisch gesprochen wurde. Diese früheste Sprachstufe wird als archaisches Irisch bezeichnet. Die Sprachprozesse, die sich prägend auf das Altirische auswirkten, das heißt Apokope, Synkope und Palatalisierung, entwickelten sich in dieser Zeit.
Gemeinhin wird davon ausgegangen, dass das (keltische) Irisch eine zuvor in Irland gesprochene Sprache überdeckte und nach und nach ablöste, so dass es bis zur Annahme des Christentums im 4. und 5. Jahrhundert die alleinige Sprache auf der Insel war. Von der früheren Sprache sind keinerlei direkte Spuren erhalten, ihre Existenz ist aber in Form eines Substrateinflusses erschließbar (siehe im Artikel Inselkeltische Sprachen #Geschichte und Merkmale).
Für die Antike sind auch Kontakte zum romanisierten Britannien nachweisbar. Aus dieser Periode stammen etliche lateinische Lehnwörter im Irischen, in denen meist die regionale Aussprache des Lateinischen in Britannien nachgewiesen werden kann. Weitere Wörter sind zur Zeit des Altirischen (600–900) mit den rückkehrenden peregrini nach Irland gekommen. Diese waren irische und schottische Mönche, die auf dem Kontinent meist missionierten und klösterliche Gelehrsamkeit betrieben. Dieser Gelehrtheit entspricht der hohe Grad an Standardisierung und Dialektlosigkeit des sehr flexionsreichen Altirischen, zumindest in seiner schriftlichen Form.
Seit den Einfällen der Wikinger ab Ende des 8. Jahrhunderts musste sich das Irische die Insel mit anderen Sprachen teilen, vorerst jedoch nur in geringem Umfang. Die Skandinavier ließen sich vor allem in den Küstenstädten als Händler nieder und assimilierten sich nach und nach in die irische Kultur. Die skandinavischen Lehnwörter stammen überwiegend aus den Bereichen Seefahrt und Handel, zum Beispiel Mittelirisch cnar „Handelsschiff“ < Altnordisch knørr; Mittelirisch mangaire „fahrender Händler“ < Altnordisch mangari. In dieser Zeit änderte sich die Sprache vom komplizierten und weitgehend standardisierten Altirischen zum grammatisch einfacheren und wesentlich diversifizierteren Mittelirischen (900–1200). Dies schlug sich unter anderem in der starken Vereinfachung der Flexionsformen (vor allem bei den Verben), dem Verlust des Neutrums und der Neutralisierung unbetonter Kurzvokale nieder.
Aus heutiger Sicht entscheidend war für das Irische der Einfall der Normannen ab 1169. Nicht zufällig spricht man ab etwa 1200 vom Frühneuirischen oder Klassischen Irisch (bis etwa 1600). Trotz der Unruhen zu Anfang des Zeitraums und der fortgesetzten Anwesenheit der Normannen im Lande ist diese Periode von sprachlicher Stabilität und literarischem Reichtum gekennzeichnet. Vor allem die Randgebiete im Westen und Norden waren zwar meist tributpflichtig, aber politisch und vor allem kulturell weitgehend unabhängig. Das Irische blieb dadurch vorerst die mit Abstand verbreitetste Sprache, lediglich für administrative Zwecke wurde bis ins 14. Jahrhundert das Französische verwendet, das Englische der neuen Siedler konnte sich nur um Dublin („The Pale“) und Wexford durchsetzen. Die Kilkenny-Statuten (1366), die englischstämmigen Siedlern den Gebrauch des Irischen verboten, blieben weitgehend wirkungslos. Allein der Umstand, dass sie eingeführt werden mussten, ist für die damalige Sprachsituation bezeichnend: Viele der ursprünglich normannischen oder englischen Familien übernahmen die kulturellen Gepflogenheiten des Landes teilweise oder vollständig. Bis zum Ende des 15. Jahrhunderts wurden auch die Städte außerhalb des Pales wieder gälisiert, und im Laufe des 16. Jahrhunderts drang das Irische auch in den Pale hinein.
Auch die planmäßigen Ansiedlungen englischer und schottischer Farmer in Teilen Irlands im 16. und 17. Jahrhundert änderten die Situation erst einmal nicht wesentlich. Die Unterschichten sprachen meist Irisch, die Oberschichten Englisch oder Irisch. In jener Zeit begann jedoch wahrscheinlich der prozentuale Anteil der Irischsprecher an der Gesamtbevölkerung langsam zu schrumpfen. Als infolge politischer Unruhen die Reste des alten irischen Adels 1607 von der Insel flohen (Flucht der Grafen), wurde die Sprache völlig ihrer Verwurzelung in den Oberschichten enthoben. Sprachgeschichtlich ist hier der Beginn des Neuirischen oder modernen Irischen anzusetzen.
Der entscheidende Faktor für den Rückgang der Sprache im 19. Jahrhundert war der Hunger auf dem Lande. Dieser war verbreitet und gelegentlich katastrophal, besonders lang und intensiv während der Großen Hungersnot 1845–1849. Zwischen 1843 und 1851 reduzierte sich die Anzahl der Irischsprecher um 1,5 Millionen, von denen die Mehrzahl verhungerte, der Rest emigrierte. Dies bedeutet einen Verlust von mehr als einem Drittel, da die gesamte Anzahl von Irischsprechern zum Ende des 18. Jahrhunderts auf 3,5 Millionen geschätzt wird. Wer etwas erreichen oder in manchen Fällen auch nur überleben wollte, musste in die Städte oder ins Ausland (Großbritannien, USA, Kanada, Australien) abwandern – und Englisch sprechen. Da Eltern ihre Kinder häufig auf das Leben in der Stadt oder im Ausland vorbereiten mussten, schlug diese Entwicklung nach und nach auf die ländlichen Gebiete zurück. Das Irische wurde zumindest im öffentlichen Bewusstsein zur Sprache der Armen, der Bauern, Fischer, Landstreicher. Die Sprache wurde nun zusehends vom Englischen verdrängt. Wiederbelebungsmaßnahmen ab dem späten 19. Jahrhundert und vor allem ab der Unabhängigkeit Irlands 1922 (zum Beispiel unter Mitwirkung des Conradh na Gaeilge) sowie die bewusste Förderung des sozialen Status des Irischen konnten die Entwicklung nicht aufhalten, geschweige denn umkehren. Zu den auf die Sprachsituation wirkenden Negativfaktoren des späten 20. und des 21. Jahrhunderts zählen vor allem die zunehmende Mobilität der Menschen, die Rolle der Massenmedien und zum Teil fehlende enge soziale Netzwerke (fast alle Irischsprecher leben in engem Kontakt mit Englischsprechern). Heute wird nur noch in kleinen Teilen Irlands, und vereinzelt in den Städten, täglich Irisch gesprochen. Diese meist über die Nordwest-, West- und Südküste der Insel verstreuten Sprachinseln werden zusammenfassend Gaeltacht (auch einzeln so; Plural Gaeltachtaí) genannt.
Der irische Zensus von 2006 ergab 1,66 Millionen Menschen (40,8 % der Bevölkerung), die behaupten, Irisch zu können. Davon sind im höchsten Fall 70.000 Personen Muttersprachler, von denen jedoch längst nicht alle täglich und in allen Situationen Irisch sprechen. Dem Zensus 2006 zufolge geben 53.471 Iren an, täglich irisch außerhalb der Bildungsanstalten zu sprechen. Beim Zensus von 2016 gaben 1.761.420 Iren an, Irisch sprechen zu können, was 39,8 % der Landesbevölkerung entspricht. Trotz einer zunehmenden absoluten Sprecherzahl ging der prozentuale Anteil in der Bevölkerung leicht zurück. 73.803 gaben an, täglich Irisch zu sprechen, davon leben 20.586 (27,9 %) in den Gaeltachtaí.
In den Städten ist die Sprecherzahl zunehmend, wenn auch auf weiterhin geringem Niveau. Das in den Städten vor allem von Kindern von Zweitsprachlern gesprochene Irisch unterscheidet sich oft vom „traditionellen“ Irisch der Gaeltachtaí und ist von Vereinfachungen in Grammatik und Aussprache geprägt, was das gegenseitige Verständnis beeinträchtigt. So wird beispielsweise die zur Pluralbildung nötige Unterscheidung von harten und weichen Konsonanten vernachlässigt, der Plural wird dementsprechend über andere Wege ausgedrückt. Die Grammatik und Satzstruktur wird vereinfacht und teilweise dem Englischen angepasst. Inwieweit sich dieses urban Irish der Standardsprache anpasst oder sich als eigenständiger Dialekt oder Kreolsprache entwickelt, ist Diskussion der Forschung.
Auch unter manchen Nachfahren der in die Vereinigten Staaten und andere Länder ausgewanderten Iren wird das Irische gepflegt. Vor allem mangels Gelegenheiten erreichen jedoch nur wenige von ihnen ausreichende Kenntnisse, um die Sprache über einige nostalgisch gepflegte Redewendungen hinaus gebrauchen zu können. Ein größerer Teil dieser Lernprozesse erfolgt über entsprechende Websites und auch die Teilnahme an Irischkursen in Irland.

## Irisch in Öffentlichkeit, Medien und Bildungssystem

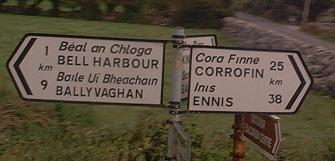
Wegweiser in Irland, Grafschaft Clare

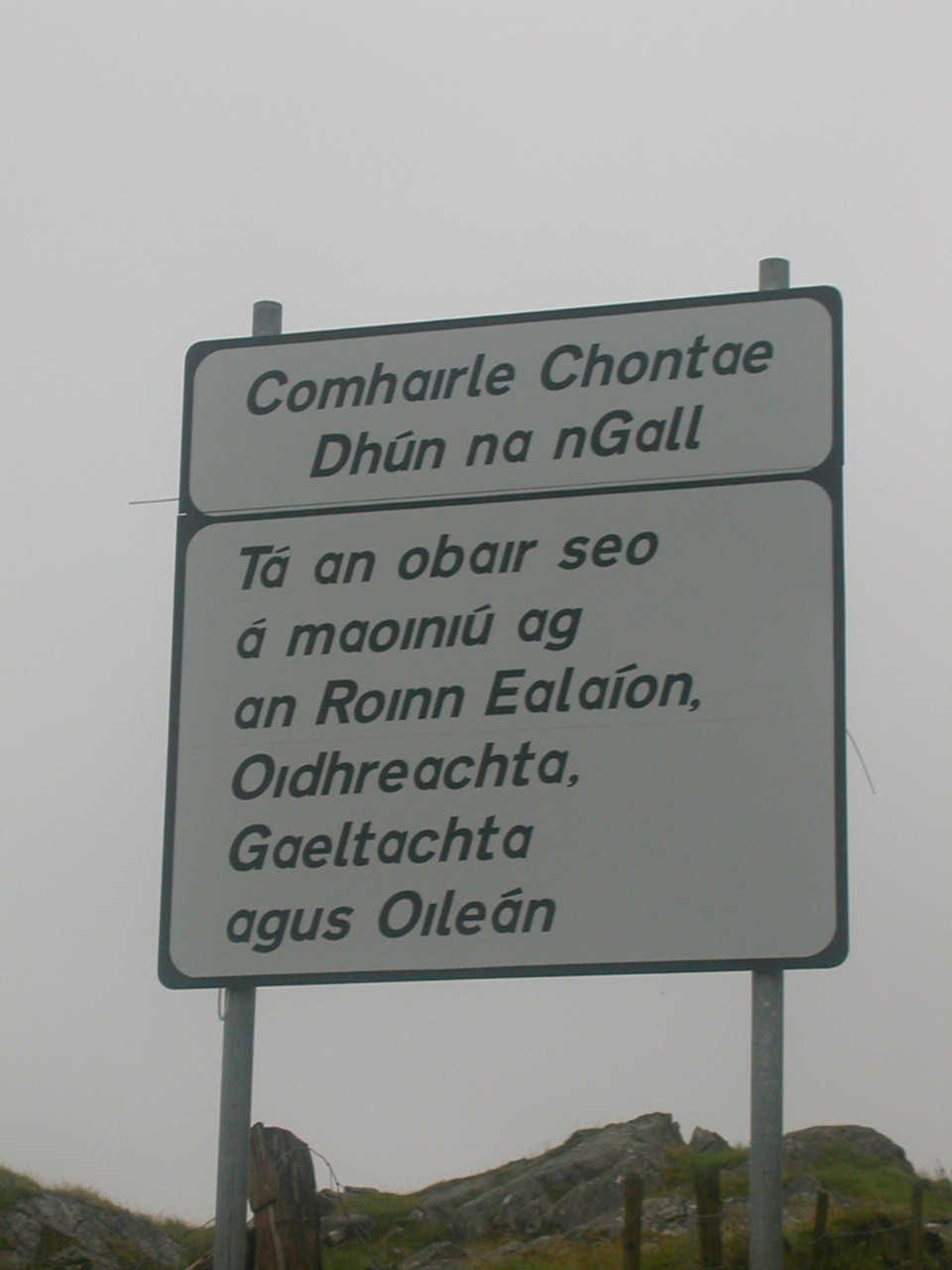
Irischsprachige Bautafel im County Donegal: „Rat des County Donegal – Diese Arbeiten werden finanziert vom Ministerium für Kunst, Kulturerbe, Gaeltacht und die Inseln.“

In schriftlicher Form ist das Irische in ganz Irland anzutreffen. Offizielle Ausschilderungen, so beispielsweise Orts- und Straßenschilder, sind in der gesamten Republik Irland, zum Teil auch in Nordirland, nicht nur auf Englisch, sondern auch auf Irisch beschrieben. In Teilen der Gaeltacht (beispielsweise in Gebieten West-Connemaras) sind Orientierungshilfen dieser Art nur auf Irisch ausgezeichnet. Das Gleiche gilt für Gedenktafeln und offizielle Dokumente. Gesetzestexte müssen in einer irischsprachigen Fassung veröffentlicht werden, deren Wortlaut in Zweifelsfällen verbindlich ist. Einige staatliche und öffentliche Institutionen haben ausschließlich irischsprachige Bezeichnungen oder solche, die neben der englischen Form häufig verwendet werden:
- Landesname: Éire (neben Ireland, häufig poetisch oder liebevoll gemeint)
- Parlament: An tOireachtas („die Versammlung“), offiziell nur irisch gebraucht
- Oberhaus: Seanad Éireann („Senat Irlands“), offiziell nur irisch gebraucht
- Unterhaus: Dáil Éireann („Zusammenkunft Irlands“), offiziell nur irisch gebraucht
- Präsident: Uachtarán na hÉireann („Oberster von Irland“)
- Premierminister: An Taoiseach („Der Erste“, „Der Anführer“), im inneririschen Gebrauch nur irisch
- Vize des Premierministers: An Tánaiste („Der Zweite“), im inneririschen Gebrauch nur irisch
- Parlamentsmitglied: Teachta Dála („Mitglied der Zusammenkunft“), fast nur irisch gebraucht (Titel T.D. dem Namen nachgestellt)
- alle Ministerien: Roinn + jeweiliger Zuständigkeitsbereich im Genitiv („Abteilung der/des…“), meist englisch gebraucht
- Post: An Post („Die Post“), offiziell nur irisch gebraucht
- Busgesellschaften: Bus Éireann („Bus Irlands“), Bus Átha Cliath („Bus Dublins“), nur irisch gebraucht
- Eisenbahngesellschaft: Iarnród Éireann („Eisenbahn Irlands“), nur irisch gebraucht
- Radio- und Fernsehstation: Raidió Teilifís Éireann (RTÉ, „Radio Fernsehen Irlands“), nur irisch gebraucht
- Telekom: früher Telecom Éireann („Telekom Irlands“), offiziell nur irisch gebraucht, mittlerweile privatisiert, nun „Eircom“ genannt
- Entwicklungsförderungsgesellschaft für die Gaeltacht: Údarás na Gaeltachta („Behörde der Gaeltacht“), nur irisch gebraucht
- Polizei: Garda Síochána („Hüter des Friedens“), wird als Kurzform „Garda“ auch im Englischen verwendet

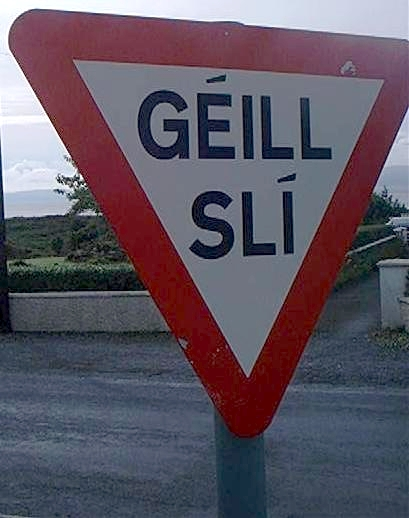
Schild Vorfahrt gewähren in Irland

Die meisten für private Zwecke veröffentlichten Hinweise und Erklärungen, beispielsweise Speisekarten in Restaurants, sind dagegen üblicherweise nur auf Englisch ausgezeichnet. Manche private Firmen zeichnen einen Teil ihrer öffentlichen Texte jedoch ebenfalls zweisprachig aus. So sind die einzelnen Abteilungen in Buchläden und Supermärkten häufig auch auf Irisch bezeichnet, Produkte irischer Herkunft jedoch sehr selten. Letztlich tragen zahlreiche Kneipen, Restaurants und Läden irische Namen.
In irischer Sprache produzieren mehrere Radiosender (Raidió na Gaeltachta (staatlich), Raidió na Life (privat, Dublin)), ein Fernsehsender (TG4, anfangs TnaG, Teilifís na Gaeilge) mit Hauptquartier in Baile na hAbhann, sowie einige Periodika, darunter die Wochenzeitung Foinse („Quelle“) und einige meist kulturell oder literarisch orientierte Zeitschriften. Seit Ende 2008 erscheint auch die Jugendzeitschrift Nós. Im Vergleich zur Sprecherzahl gibt es eine recht rege irischsprachige Literatur. Es gibt verschiedene Literaturfestivals und Literaturpreise. In den meisten Buchläden sind irischsprachige Bücher zu finden.
An allen staatlichen Schulen des Landes ist Irisch Pflichtfach, während der restliche Unterricht normalerweise auf Englisch stattfindet. Es gibt jedoch eine Anzahl von Schulen, Gaelscoileanna genannt, an denen Irisch die Unterrichtssprache für alle Fächer ist. Ansonsten müssen Schüler seit Jahrzehnten zwar Irisch lernen, ihre Kenntnisse aber selten ernsthaft nachweisen. Lediglich für den Zugang zu bestimmten Berufen im Staatsdienst und zu den Colleges der National University muss ein Leaving-Certificate-Abschluss im Fach Irisch vorgelegt werden.

## Irisch in geografischen Bezeichnungen
Auch wenn Irisch kaum noch alltägliche Umgangssprache ist, ist sie in den Namen von Orten, Bergen und Seen weit verbreitet. Nahezu alle irischen Ortsnamen sind Anglisierungen und leiten sich aus den irischen Namen ab. Besonders häufig sind bei den Orten Bally… (von Baile – Ort/ Stadt oder von Béal – Mund/ Mündung) sowie, Kil(l)… (von Cill – Kirche oder von Coill – Wald).
Auch Verballhornungen kommen vor. So bezieht sich der Name des Phoenix Parks in Dublin nicht auf den mythischen Vogel Phönix, sondern er hat seinen Ursprung in dem irischen fionn uisce – klares/ helles Wasser.

## Dialekte und geografische Verteilung
Als Mutter- oder Erstsprache existiert das Irische nur in Form von Dialekten, es gibt keine als Muttersprache gesprochene Standardsprache (nur die Orthografie ist standardisiert, sodass in einzelnen Dialekten manchmal Lautstand und Schreibung voneinander abweichen können). Von Irischlernern wird zumeist das auf staatliche Initiative hin erarbeitete und unterrichtete Standardirische (An Caighdeán Oifigiúil, offiziell gültig seit 1948) gesprochen, oft vermischt mit einem erlernten Dialekt. Unterschieden werden die Hauptdialekte von Munster, Connacht und Ulster, die in zahlreiche, geographisch meist voneinander getrennte Unterdialekte gegliedert werden können.
Abgesehen von den oben angegebenen Gebieten gibt es seit den 1950er Jahren noch zwei winzig kleine Sprachinseln in der Grafschaft Meath nordwestlich von Dublin (Rath Cairne und Baile Ghib), die vor allem Versuchszwecken dienten: Können sich Gaeltachtaí in der Nähe einer Stadt wie Dublin halten? Dazu wurden dort Irischsprecher aus Connemara angesiedelt und finanziell unterstützt. Bis zur Mitte des 20. Jahrhunderts gab es weitere Gebiete mit größerer Anzahl von Irischsprechern, unter anderem in Teilen Nordirlands (Glens of Antrim, West Belfast, South Armagh und Derry) sowie in der Grafschaft Clare.
Die einzelnen Dialekte unterscheiden sich sprachlich in vielerlei Hinsicht:
- Lexik
  - „wann?“: Munster cathain?, cén uair?, Connemara cén uair?, Donegal cá huair?[15]
- Syntax
  - „Sie ist eine arme Frau“:
    - Standard Is bean bhocht í (ist Frau arm sie), Bean bhocht atá inti (Frau arm ist in-ihr)
    - Munster Is bean bhocht í (ist Frau arm sie), Bean bhocht is ea í (Frau arm ist es sie), Bean bhocht atá inti (Frau arm ist in-ihr)
    - Connacht und Donegal Is bean bhocht í (ist Frau arm sie), Bean bhocht atá inti (Frau arm ist in-ihr)
- Morphologie
  - allgemeine Tendenz: je weiter nach Süden und Westen, desto häufiger werden statt analytischer Verbformen synthetische gebraucht: „ich werde trinken“ – ólfaidh mé vs. ólfad; „sie aßen“ – d’ith siad vs. d’itheadar
  - in Munster sind noch Reste des Dativ Plural gebräuchlich[16]
- Phonologie und Phonetik
  - in Munster werden 2. oder 3. Silben betont, die lange Vokale oder -ach- enthalten
  - Umsetzung der aus dem Altirischen ererbten „gespannten“ Konsonanten /L/ und /N/ sowie deren palatalisierter Entsprechungen /L´/ und /N´/, Beispiel ceann, „Kopf“:
    - Donegal und Mayo /k′aN/ (kurzer Vokal, gespanntes N)
    - Connemara /k′a:N/ (langer Vokal, gespanntes N)
    - West Cork (Munster) /k′aun/ (Diphthong, ungespanntes n)

## Phonetik und Phonologie

### Konsonanten
Das irische Konsonantensystem ist insgesamt geprägt von der Unterscheidung in velarisierte und palatale Konsonanten, traditionell auch als engl. broad / ir. leathan („weit“) und engl. slender / ir. caol („eng“) bezeichnet. Die velarisierten Konsonanten werden mit einer Weitung des mittleren Mundraums gesprochen, in der phonetischen Umschrift symbolisiert durch ein hochgestelltes [ ˠ ]. Die palatale Variante, die durch eine Verengung am Gaumen bewirkt wird, wird mit dem Zusatz [ ʲ ] bezeichnet.
Die Aussprache palataler Konsonanten und der engen Vokale „e, i“ ergibt eine natürliche Verbindung, ebenso die velarisierten Konsonanten und die Vokale „a, o, u“. Es ist aber wichtig zu sehen, dass tatsächlich alle Kombinationen vorkommen. Zum Beispiel:
- Palatalisierter Konsonant  + [i]:  [bʲiː] „sei!“

Velarisierter Konsonant + [i]:   [bˠiː] „gelb“
- Palatalisierter Konsonant  + [o]:  [bʲoː] „lebendig“

Velarisierter Konsonant + [o]:   [bˠoː] „Kuh“
Es handelt sich also bei den zwei Reihen von Konsonanten nicht um Anpassungen der Aussprache an die Lautumgebung, sondern um verschiedene Phoneme.
Eine weitere markante Eigenheit ist, dass die Konsonanten /t/, /d/ und /n/ dental ausgesprochen werden, also mit an die Schneidezähne angelegter Zungenspitze. Eine enge phonetische Umschrift verwendet daher ein tiefgestelltes Zusatzzeichen, zum Beispiel [ t̪ ] für den Konsonanten /t/. (Im vorliegenden Artikel wird dieser Zusatz weggelassen).
Die Konsonanten des Irischen sind im Detail wie folgt:
|                        | bilabial | bilabial | dental | dental | alveolar | alveolar | alveopalatal | alveopalatal | palatal | palatal | velar | velar | glottal | glottal |
| ---------------------- | -------- | -------- | ------ | ------ | -------- | -------- | ------------ | ------------ | ------- | ------- | ----- | ----- | ------- | ------- |
| stl.                   | sth.     | stl.     | sth.   | stl.   | sth.     | stl.     | sth.         | stl.         | sth.    | stl.    | sth.  | stl.  | sth.    |         |
| Plosive                | pˠ, pʲ   | bˠ, bʲ   | tˠ     | dˠ     |          |          | tʲ           | dʲ           | c       | ɟ       | k     | g     |         |         |
| Nasale                 |          | mˠ, mʲ   |        |        |          | nˠ, nʲ   |              | ɲ            |         | nʲ      |       | ŋ     |         |         |
| Vibranten              |          |          |        |        |          |          |              |              |         |         |       |       |         |         |
| Taps/Flaps             |          |          |        |        |          | ɾ        |              |              |         |         |       |       |         |         |
| Frikative              | ɸˠ, ɸʲ   | βˠ, βʲ   | s      |        |          |          | ʃ, t͡ʃ        | d͡ʒ           | ç       | ʝ       | x     | ɣ     | h       |         |
| laterale Approximanten |          |          |        |        | ɬ        | l        | ʎ            |              |         | ʎ       |       |       |         |         |

Anmerkungen:
- Durch Lehnwörter haben die Konsonanten /z, ʒ, w, j/ auch Eingang in das moderne Irisch gefunden.
- Die velarisierten Plosive /dˠ, tˠ/ und das Frikativ /s/ waren ursprünglich dental, aber in Munster entwickeln sie sich zu Alveolaren.
- In einigen Regionen Irlands gibt es eine Tendenz, dass die palatalisierten Plosive /tʲ, dʲ/ zu Affrikaten /t͡ʃ, d͡ʒ/ werden.

### Vokale
Die Vokale des Irischen treten meist in Paaren von Kurz- und Langvokalen auf; ferner hat das Irische den zentralen Vokal Schwa:
|             | Vorne | Vorne | Zentral | Hinten | Hinten |
| Kurz        | Lang  | Kurz  | Kurz    | Lang   |        |
| ----------- | ----- | ----- | ------- | ------ | ------ |
| Geschlossen | ɪ     | iː    |         | ʊ      | uː     |
| Mittel      | ɛ     | eː    | ə       | ɔ      | oː     |
| Offen       |       |       | a       |        | ɑː     |

Diphthonge im Irischen sind iə, uə, əi, əu.

## Schrift

### Das irische Alphabet
Das Irische wird mit lateinischen Buchstaben geschrieben (Cló Rómhánach). Früher wurde eine eigene, aus lateinischen Majuskeln abgeleitete Unziale verwendet (Cló Gaelach). Bis zur Mitte des 20. Jahrhunderts wurden irischsprachige Bücher und andere Schriftstücke häufig in diesem älteren Schriftsatz gedruckt. Heute wird er nur noch für dekorative Zwecke gebraucht. Weiteres unter Irische Schrift.
Das Irische verwendet fünf Vokalbuchstaben: a, e, i, o, u, wobei die Aussprache als langer Vokal mit einem Akzent bezeichnet wird (á, é, í, ó, ú). Weiterhin werden 13 Konsonantenbuchstaben (b, c, d, f, g, h, l, m, n, p, r, s, t) verwendet; die restlichen im lateinischen Alphabet vorkommenden (j, k, q, v, w, x, y, z) treten nur in Fremd- und Lehnwörtern auf (etwa in jíp „Jeep“; jab „Job“; x-ghathú „Röntgen(aufnahme)“, von englisch x-ray).
Weitere Laute entstehen durch Buchstabenverbindungen. Eine Besonderheit ist vor allem, dass das Irische die Laute /h/, /v/ und /w/ besitzt, aber keine regulären Buchstaben für sie. Der Buchstabe h kommt selbständig nur in Fremd- oder Lehnwörtern vor (beispielsweise in hata „Hut“), aber tritt ansonsten nur als Zusatzzeichen auf, nämlich in Buchstabenverbindungen wie „th“, „sh“ etc., die beide als Ganze den Lautwert [h] haben. Auch die Konsonanten /v/ und /w/ können nur durch Buchstabenverbindungen geschrieben werden. Siehe auch: Abschnitt #Anlautmutationen.

### Die Schreibung und ihre Aussprache
Verschiedene Laute des Irischen werden in der Schrift indirekt ausgedrückt, sie entsprechen dann nicht eigenen Buchstaben, sondern entstehen nur in Buchstabenverbindungen.
Ebenso wie das Deutsche kennt auch das Irische einen „Murmellaut“ Schwa /ə/, ohne einen eigenen Buchstaben dafür zu haben. Irische Kurzvokale werden in unbetonter Position oft zu Schwa reduziert. In Munster behält jedoch der tiefe Vokal a seine Qualität in unbetonter Position, wenn die folgende Silbe einen der hohen Vokale í ú enthält, zum Beispiel cailín [kaˈl′iːn′] „Mädchen“, eascú [asˈkuː] „Aal“. In Ulster wird unbetontes a vor ch nicht reduziert, zum Beispiel eallach [ˈaɫ̪ax] „Vieh“. Ansonsten werden aber lediglich die mit einem Längenzeichen (ir. fada) markierten Langvokale stets so unterschiedlich ausgesprochen, wie sie geschrieben werden.
Ein Grundprinzip der irischen Schreibung von Konsonanten ist, dass die „natürlichen“ Verbindungen „palatal+(e,i)“ und „velar+(a,o,u)“ ohne besondere Kennzeichnung durch die jeweiligen Konsonanten- und Vokalbuchstaben geschrieben werden. Beispiele:
- [bʲiː] („sei!“) = bí
- [bˠoː] („Kuh“) = bó

Treffen zwei Laute verschiedenen Typs aufeinander, wird die Qualität des Konsonanten signalisiert, indem seine Umgebung mit dem entsprechenden Vokalbuchstaben aufgefüllt wird, ohne dass dieser Vokalbuchstabe gesprochen werden soll. Beispiele:
- Velarisierter Konsonant + [i]:   [bˠiː] „gelb“

geschrieben als buí, das u wird nicht gesprochen.
- Palatalisierter Konsonant + [o]:  [bʲoː] „lebendig“

geschrieben als beo, das e wird nicht gesprochen.
Diese Regel wird so gehandhabt, dass normalerweise die gesamte Umgebung eines Konsonanten eindeutig bestimmt sein muss. Dies bedeutet, dass sowohl vor als auch nach einem Konsonanten stumme Vokalbuchstaben auftreten können. Beispiele:
- [kˠiːrʲə] geschrieben: caoirigh

Der Anlaut /k/ ist eindeutig velar, da durch „ao“ vom „i“ getrennt („ao“ ist nicht zu sprechen), das /r/ ist eindeutig palatalisiert, da auf beiden Seiten „i“ steht (beide werden ausgesprochen, das zweite aber reduzierter).
- [kʲuːʃ] („Kante“) geschrieben: ciumhais.

Die Konsonantengruppe „mh“ ist eindeutig als velar markiert, obwohl palatalisiertes /k/ vorangeht und palatalisiertes /s/ (also [ʃ], geschrieben „is“) folgt. Die beiden „i“ und das „a“ werden nicht gesprochen.
Das letzte obige Beispiel zeigt einen weiteren Wesenszug des Irischen: die Schwächung oder Auslassung von Konsonanten in der Wortmitte und am Wortende. Die Konsonantengruppe „mh“ in ciumhais wird nicht gesprochen (sie muss sich trotzdem an die Schreibregeln mit zusätzlichen Vokalbuchstaben halten). Diese Schwächung von Konsonanten in der Aussprache ist charakteristisch sowohl für die gegenwärtige Sprache als auch die Sprachgeschichte. Frikative verschmelzen häufig mit den umgebenden Vokalen zu Langvokalen oder Diphthongen, zum Beispiel: oíche („Nacht“) wird [iːçə] oder einfach [iː] gesprochen, athair „Vater“ als [ahirʲ] oder [æːrʲ]. Die Form athair ist wiederum historisch durch Schwund bzw. Schwächung der beiden Konsonanten entstanden, die man in der lateinischen Entsprechung pater sieht.
Die fürs geschriebene Irisch typischen stummen Konsonantengruppen im Wortinneren und am Wortende sind also Überbleibsel früherer Sprachstadien. Daneben sorgen sie manchmal für den Ausdruck von Diphthongen, also Doppelvokalen, wobei in der Schreibung nur ein Vokal existiert. Ein Beispiel ist der Vorname Tadhg, der eine stumme Konsonantengruppe „dh“ enthält, die aber den Vokal zu einem Diphthong umfärbt; die Aussprache ist [tˠəiɡ].

## Grammatik
Das Irische ist eine keltische Sprache und teilt daher viele Merkmale mit anderen indogermanischen Sprachen, vor allem hinsichtlich der grammatischen Kategorien bei Nomina und Verben. Es bestehen jedoch einige Unterschiede, die das Irische, teils zusammen mit den anderen inselkeltischen Sprachen, von den übrigen indogermanischen Sprachen absetzen. Unter anderem sind dies die Initialstellung des Verbs, das Vorhandensein der Anlautmutationen, sogenannte „konjugierte Präpositionen“ sowie Reste einer doppelten Verbalflexion.

### Anlautmutationen
Die Wortformen der irischen Sprache sind von zwei Klassen von Anlautmutationen geprägt, traditionell Lenition und Eklipse oder Nasalierung genannt. Historisch gesehen waren sie ursprünglich (vor dem Altirischen) rein phonologische Erscheinungen. Mit dem Wegfall der Endungen im archaischen Irisch (vor etwa 600 n. Chr.) erlangten sie aber grammatische Funktion. Im modernen Irisch werden die Mutationen in bestimmten grammatischen Umgebungen verlangt, manchmal dienen auch sie alleine als Unterscheidungsmerkmale für grammatische Formen.

#### Phonetische Beschreibung und Orthografie
Bei der Anlautmutation wird die Aussprache eines Konsonanten am Wortanfang auf einen anderen Konsonanten verschoben, wobei die Regeln für eine gegebene Lautklasse nicht immer alle ihre Mitglieder einheitlich behandeln. In der irischen Orthographie bleibt der ursprüngliche Buchstabe erhalten (anders als es im Walisischen gehandhabt wird), und verschiedene Zusatzbuchstaben dienen als Kennzeichnung für die Mutationen.
- Lenition

Die Lenition bewirkt eine Schwächung von Verschlusslauten (Plosiven) und Reibelauten (Frikativen). Hierbei werden die Verschlusslaute meist auf den Frikativ oder Gleitlaut mit demselben Artikulationsort verschoben (Ausnahmen: /t/ und /d/, siehe Tabelle unten). Die lenierbaren Frikative werden unterschiedlich behandelt: /f/ wird unter Lenition vollständig getilgt, /s/ wird in den Laut [h] überführt. Die Lenition wird in der Schreibung gekennzeichnet, indem der Buchstabe h an den Anfangskonsonanten angehängt wird. In der älteren irischen Schrift, Cló Gaelach, wurden diese Fälle nicht durch einen Zusatz von „h“, sondern durch einen über den anderen Buchstaben gestellten Punkt gekennzeichnet (Überpunkt).
- Eklipse

Die Eklipse (oder Nasalierung) bewirkt einen Wechsel von einem stimmlosen zum entsprechenden stimmhaften Laut bei Verschlusslauten und /f/, sowie einen Wechsel von stimmhaften Verschlusslauten zum entsprechenden Nasalkonsonanten. In der Schreibung wird diese Mutation durch das Davorsetzen des neuen Lautes vor den ursprünglichen gekennzeichnet. Bei Großschreibung eines Wortes wird der vorangesetzte Buchstabe dennoch klein geschrieben, Beispiel: Dún na nGall (irischer Name der Stadt Donegal), gesprochen [ˈd̪ˠuːn̪ˠ n̪ˠə ˈŋaɫ]. Hier ist also Gall zu nGall mutiert (in diesem Fall ist die Schreibung leicht unregelmäßig, denn das vorgesetzte n ergibt nur zusammen mit dem ursprünglichen G den Nasalkonsonanten ng [ŋ]). Derselbe Prozess findet sich auch in der englisch-irischen Mischschreibung Myles na gCopaleen (ein Pseudonym des Schriftstellers Flann O’Brien), mutiert von ir. capallín „Pferdchen“ zum Ausdruck eines Genitiv Plural.
- Gesamtüberblick

Die folgende Tabelle zeigt die Mutationen im Einzelnen (wenn in einer Zelle zwei Varianten stehen, handelt es sich nicht um verschiedene Laute, sondern um Varianten der phonetischen Notation). Man beachte, dass die lenierten Formen von /t/ mit denen von /s/ zusammenfallen, und die lenierten Formen von /d/ mit denen von /g/. Die Eklipse von /f/ liefert denselben Laut wie die Lenition von /m/ und /b/, aufgrund der unterschiedlichen Ableitungsgeschichte wird dieser Laut aber unterschiedlich geschrieben. Da das irische Alphabet keinen eigenen Buchstaben für den Laut [v] benutzt (außer „v“ in Fremdwörtern), kann dieser Laut generell nur durch „bh“ oder „mh“ dargestellt werden, dies gilt sogar für den vorgesetzten Laut in der Eklipse von /f/, es entsteht die Schreibung „bhf“ für den auf [v] verschobenen Konsonanten.
| Grundform   | Grundform  | Lenition   | Lenition   | Eklipse    | Eklipse    |
| Schreibung  | Aussprache | Schreibung | Aussprache | Schreibung | Aussprache |
| ----------- | ---------- | ---------- | ---------- | ---------- | ---------- |
| p (+ a,o,u) | [pˠ]       | ph         | [fˠ]       | bp         | [bˠ]       |
| p (+ e, i)  | [pʲ]       | ph         | [fʲ]       | bp         | [bʲ]       |
| t (+ a,o,u) | [tˠ]       | th         | [h]        | dt         | [dˠ]       |
| t (+ e, i)  | [tʲ]       | th         | [h]        | dt         | [dʲ]       |
| c (+ a,o,u) | [kˠ]       | ch         | [x]        | gc         | [gˠ]       |
| c (+ e, i)  | [kʲ] / [c] | ch         | [ç]        | gc         | [gʲ] / [ɟ] |
| b (+ a,o,u) | [bˠ]       | bh         | [wˠ]       | mb         | [mˠ]       |
| b (+ e, i)  | [bʲ]       | bh         | [vʲ]       | mb         | [mʲ]       |
| d (+ a,o,u) | [dˠ]       | dh         | [ɣ]        | nd         | [nˠ]       |
| d (+ e, i)  | [dʲ]       | dh         | [j]        | nd         | [nʲ]       |
| g (+ a,o,u) | [gˠ]       | gh         | [ɣ]        | ng         | [ŋˠ]       |
| g (+ e, i)  | [gʲ] / [ɟ] | gh         | [j]        | ng         | [ɲ]        |
| m (+ a,o,u) | [mˠ]       | mh         | [wˠ]       | --         | --         |
| m (+ e, i)  | [mʲ]       | mh         | [vʲ]       | --         | --         |
| f (+ a,o,u) | [fˠ]       | fh         | (stumm)    | bhf        | [wˠ]       |
| f (+ e, i)  | [fʲ]       | fh         | (stumm)    | bhf        | [vʲ]       |
| s (+ a,o,u) | [s]        | sh         | [h]        | --         | --         |
| s (+ e, i)  | [ʃ]        | sh         | [h]        | --         | --         |

(In der Tabelle fehlen die Konsonanten l, n, r, da diese nicht mutieren).

#### Funktion der Anlautmutationen
In vielen Fällen werden Anlautmutationen von der grammatischen Umgebung verlangt. Beispiele sind die Verbformen, die auf eine der Partikeln am Satzanfang folgen oder Substantive, die auf Zahlwörter oder Präpositionen folgen; siehe hierzu die Beispiele weiter unten in den Abschnitten #Präpositionen und #Numeralien.
Es kann sich auch ergeben, dass man das konkrete grammatische Merkmal nur an der erfolgten Mutation ablesen kann. Beispiele liefern die Possessivpronomina der 3. Person: Diese lauten im Irischen allesamt a, es handelt sich aber um verschiedene Wörter, weil sie verschiedene Mutationen auslösen:
- cóta – „Mantel“
- a chóta – „sein Mantel“.

Das Possessivum der 3. Person Singular maskulin lautet „a  + Lenition“
- a cóta – „ihr Mantel“

Das Possessivum der 3. Person Singular feminin lautet „a  (ohne Mutation)“
- a gcóta – „(denen) ihr Mantel“

Das Possessivum der 3. Person Plural lautet „a + Eklipse“
Ein weiteres Beispiel ist die Markierung von Genitivattributen durch Lenierung: Man vergleiche die lenierten Formen in dem oben abgebildeten Schild und die Formen mit of in der englischen Entsprechung:
- Grundformen: contae = „County“, Dún na nGall = „Donegal“

```
Englisch: 
Council    
of
 the County  
of
 Donegal

Irisch:   
Comhairle     C
h
ontae        D
h
ún na nGall
```

### Substantive, Artikel und Adjektive
Vom Altirischen hat das moderne Irisch einen großen Flexionsreichtum geerbt, der sich heute jedoch weitgehend auf das Verb beschränkt. Das Substantiv und das Adjektiv weisen im Grunde nur noch zwei bis drei Fälle (Nominativ/Akkusativ, Vokativ und Genitiv) auf. In festen Redewendungen existieren Spuren des Dativs, der sonst nur in einigen Dialekten noch aktiv gebraucht wird. Es gibt zwei Numeri, Singular und Plural, ein Dual war jedoch seit der Zeit des Altirischen vorhanden, und Dualformen werden von Grammatikern bis in die erste Hälfte des 20. Jahrhunderts verzeichnet. Zudem werden Substantive in Genera unterteilt, feminin und maskulin, das neutrale Geschlecht ist im Mittelirischen verschwunden. Der Artikel lautet für beide Genera an (Plural: na). In den meisten Fällen ist jedoch eine Unterscheidung gewahrt, da sich die Anlaute maskuliner und femininer Substantive nach dem Artikel meist verschieden verhalten.

### Verben
Das Verb hingegen besitzt auch heute einen großen Umfang an Flexionsmöglichkeiten. Verben werden anhand der Kategorien Modus, Tempus, Aspekt und Person konjugiert. Ein „klassisches“ Genus Verbi im Sinne von Aktiv und Passiv gibt es nicht, jedoch entsprechende Ersatzkonstruktionen. Als Modi werden der Indikativ, der Imperativ und in schwindendem Maße der Konjunktiv verwendet. Zudem werden fünf Zeitformen unterschieden: Präsens, Präteritum (einfache Vergangenheit), Imperfekt (wiederholte/andauernde Vergangenheit), Futur und Konditional. Tempora wie Perfekt und Plusquamperfekt können durch andere Konstruktionen gebildet werden, die teilweise über eine Kombination aus lexikalischen Mitteln und einer Verschiebung von Agens und Patiens funktionieren. Die „Zeitform“ Konditional besitzt zwar einen stark modalen Aspekt, wird jedoch innerhalb der Paradigmen der Zeitformen gebildet und daher zu diesen gerechnet.
Das Irische besitzt einen habituellen und einen progressiven Aspekt (diese Bedeutungen werden im Deutschen nicht durch eigene Formen unterschieden). Der habituelle Aspekt dient vor allem für allgemeingültige oder zeitlich nicht genau spezifizierte Aussagen, der progressive Aspekt für Aussagen, bei denen die Handlung zur betrachteten Zeit gerade abläuft. Mit dem habituellen Ólaim tae („Ich trinke Tee“) sagt der Sprecher also, dass er allgemein Teetrinker ist, mit dem entsprechenden progressiven Tá mé ag ól tae dagegen, dass er gerade dabei ist, Tee zu trinken.
Weiterhin besitzt das Irische jeweils drei grammatische Personen im Singular und im Plural. Bei den Pronomen, die die Verbformen begleiten, wird im Singular analog zu den Substantiven zwischen Maskulinum und Femininum unterschieden (sé / sí), im Plural nicht (siad). Zudem gibt es eine unpersönliche Verbform (auch „autonome Verbform“ genannt), bei der keine spezifische Person bezeichnet wird. Diese Form ist mit dem deutschen unbestimmten „man“ vergleichbar: léitear leabhar, „man liest ein Buch“, „jemand liest ein Buch“, von léigh, „lesen“. Oft lässt sie sich auch als Passiv übersetzen: „ein Buch wird gelesen“. Ergänzt wird dieses Verbalsystem durch Partizipien sowie dem häufig verwendeten Verbalnomen (etwa vergleichbar mit den deutschen substantivierten Verben), welches auch anstelle eines sonst fehlenden Infinitivs verwendet wird.
Im Laufe der Entwicklung des Irischen wurde dessen ursprünglich synthetischer Bau zunehmend durch analytische Bildungen ersetzt. Beim Verb ist diese Entwicklung besonders gut zu erkennen, da heute ein Zustand besteht, in dem innerhalb eines Flexionsparadigmas analytische und synthetische Formen „durcheinander“ gebraucht werden. Die folgenden Tabellen zeigen dies für die Standardsprache, der Gebrauch bestimmter analytischer bzw. synthetischer Formen für die einzelnen Personen und Zeitformen ist jedoch in den Dialekten sehr unterschiedlich. Generell werden im Süden eher synthetische Formen, im Norden eher analytische Formen benutzt.
Verb der Klasse 1 (einsilbiger Stamm) mit palatalem Auslaut: bris, „brechen“
|              | Präsens                | Futur                              | Präteritum             | Imperfekt       | Konditional      | Konj. Präs.         | Konj. Prät.    |
| 1. Sg.       | brisim                 | brisfead, brisfidh mé              | bhriseas, bhris mé     | bhrisinn        | bhrisfinn        | brisead, brise mé   | brisinn        |
| 2. Sg.       | brisir, briseann tú    | brisfir, brisfidh tú               | bhrisis, bhris tú      | bhristeá        | bhrisfeá         | brisir, brise tú    | bristeá        |
| 3. Sg.       | briseann sé/sí         | brisfidh sé/sí                     | bhris sé/sí            | bhriseadh sé/sí | bhrisfeadh sé/sí | brisidh/brise sé/sí | briseadh sé/sí |
| 1. Pl.       | brisimid, brisean muid | brisfeam, brisfimid, brisfidh muid | bhriseamar, bhris muid | bhrisimis       | bhrisfimis       | briseam, brisimid   | brisimis       |
| 2. Pl.       | briseann sibh          | brisfidh sibh                      | bhris sibh             | bhriseadh sibh  | bhrisfeadh sibh  | brisish/brise sibh  | briseadh sibh  |
| 3. Pl.       | brisid, briseann siad  | brisfid, brisfidh siad             | bhriseadar, bhris siad | bhrisidís       | bhrisfidís       | brisid, brise siad  | brisidís       |
| unpersönlich | bristear               | brisfear                           | briseadh               | bhristí         | bhrisfí          | bristear            | bristí         |

Verb der Klasse 2 (mehrsilbiger Stamm) mit nicht-palatalem Auslaut: ceannaigh, „kaufen“
|              | Präsens                     | Futur                      | Präteritum                    | Imperfekt         | Konditional     | Konj. Präs.            | Konj. Prät.      |
| 1. Sg.       | ceannaím                    | ceannód, ceannóidh mé      | cheannaíos, cheannaigh mé     | cheannaínn        | cheannóinn      | ceannaíod, ceannaí mé  | ceannaínn        |
| 2. Sg.       | ceannaír, ceannaíonn tú     | ceannóir, ceannóidh tú     | cheannaís, cheannaigh tú      | cheannaíteá       | cheannófá       | ceannaír, ceannaí tú   | ceannaíteá       |
| 3. Sg.       | ceannaíonn sé/sí            | ceannóidh sé/sí            | cheannaigh sé/sí              | cheannaíodh sé/sí | cheannódh sé/sí | ceannaí sé/sí          | ceannaíodh sé/sí |
| 1. Pl.       | ceannaímid, ceannaíonn muid | ceannóimid, ceannóidh muid | cheannaíomar                  | cheannaímis       | cheannóimis     | ceannaímid             | ceannaímis       |
| 2. Pl.       | ceannaíonn sibh             | ceannóidh sibh             | cheannaigh sibh               | cheannaíodh sibh  | cheannódh sibh  | ceannaí sibh           | ceannaíodh sibh  |
| 3. Pl.       | ceannaíd, ceannaíonn siad   | ceannóid, ceannóidh siad   | cheannaíodar, cheannaigh siad | cheannaídís       | cheannóidís     | ceannaíd, ceannaí siad | ceannaídís       |
| unpersönlich | ceannaítear                 | ceannófar                  | ceannaíodh                    | cheannaítí        | cheannóifí      | ceannaítear            | ceannaítí        |

Verneinungen werden mit der Partikel ní (im Präteritum meist níor), Fragen mit der Partikel an (bzw. ar) gebildet. Einige Verben kennen Suppletivstämme, zum Teil sogar bei positiven/negativen Formen: chuaigh tú „du gingst“, aber ní dheachaigh tú „du gingst nicht“.

### Präpositionen
Präpositionen werden im Irischen in zwei Formen gebraucht, als einfache und als zusammengesetzte Präpositionen. Auffällig sind die konjugierten Präpositionen, die eine Sonderform der einfachen Präpositionen darstellen. Dabei verschmelzen diese mit einem Personalpronomen zu einem neuen Wort, das in den meisten Fällen jedoch lautliche Merkmale der Ausgangswörter enthält. Die Bedeutung der konjugierten Präposition ändert sich dann entsprechend: ar („auf“) zu „auf mir“, „auf dir“, „auf ihm“ oder „darauf“, „auf ihr“ usw.
|              | ag (bei, an, um) | ar (auf, an, um, zu, nach) | le (mit, von) | faoi (unter, von) | do (zu, für) |
| 1. Sg.       | agam             | orm                        | liom          | fúm               | dom, domh    |
| 2. Sg.       | agat             | ort                        | leat          | fút               | duit         |
| 3. Sg. mask. | aige             | air                        | leis          | faoi              | do, dó       |
| 3. Sg. fem.  | aici             | uirthi                     | leithi (léi)  | fúithi            | di           |
| 1. Pl.       | againn           | orainn                     | linn          | fúinn             | dúinn        |
| 2. Pl.       | agaibh           | oraibh                     | libh          | fúibh             | daoibh, díbh |
| 3. Pl.       | acu              | orthu                      | leo           | fúthu             | dóibh        |

Zusammen mit Substantiven, einschließlich Namen, werden einfache Präpositionen jedoch als solche eingesetzt: ag an doras, „an der Tür“, ag Pádraig, „bei Pádraig“, im Gegensatz zu aige, „an ihm/diesem“ (der Tür) oder „bei ihm“ (Pádraig). Viele einfache Präpositionen führen zur Lenition des nachfolgenden Substantivs (ar bhord, „auf einem Tisch“, von bord) und in Verbindung mit dem Artikel zur Nasalierung (ar an mbord, „auf dem Tisch“). Zusammengesetzte Präpositionen bestehen zumeist aus einer einfachen Präposition und einem Substantiv und regieren den Genitiv: in aghaidh na gaoithe, „gegen den Wind“, wörtlich „im Gesicht des Windes“. Personalpronomen erscheinen entsprechend im Inneren des Ausdrucks, so dass im Grunde Zirkumpositionen entstehen: in a haghaidh, „gegen sie“ (wörtlich „in ihrem Gesicht“; gaoth, „Wind“ ist feminin). Es existieren, anders als etwa im Deutschen („der Umstände halber“), keine Postpositionen.

### Numeralien
Im Irischen existieren neben den gängigen Kategorien für Kardinal- und Ordinalzahlen noch abgewandelte Systeme für das Zählen von Gegenständen sowie von Personen. Eine Besonderheit sind die Zahlen 2 (dó) und 4 (ceathair), die, wenn sie von etwas Konkretem gefolgt werden, zu dhá und ceithre werden. Die Zahlen von 2 bis 10 führen außerdem zu Anlautmutationen. Die Verwendungsbeispiele zeigen Wörter mit den Grundformen ceann („Stück“), punt („Pfund“):
|     | Kardinal- zahl      | Ordinal- zahl            | Zählen von Gegenständen*                                     | Zählen von Personen*       |
| 1   | a haon              | chéad                    | aon (cheann/lámh/phunt) amháin, (ceann/lámh/punt) amháin     | duine, duine amháin        |
| 2   | a dó                | dara, tarna, ath-        | dhá (cheann/láimh/phunt)                                     | beirt                      |
| 3   | a trí               | tríú                     | trí (cheann~cinn/lámha/phunt)                                | triúr                      |
| 4   | a ceathair          | ceathrú                  | cheithre/ceithre (cheann~cinn/lámha/phunt)                   | ceathrar                   |
| 5   | a cúig              | cúigiú                   | cúig (cheann~cinn/lámha/phunt)                               | cúigear                    |
| 6   | a sé                | séú                      | sé (cheann~cinn/lámha/phunt)                                 | seisear                    |
| 7   | a seacht            | seachtú                  | seacht (gceann~gcinn/lámha/bpunt)                            | seachtar, mórsheisear      |
| 8   | a hocht             | ochtú                    | ocht (gceann~gcinn/lámha/bpunt)                              | ochtar                     |
| 9   | a naoi              | naoú                     | naoi (gceann~gcinn/lámha/bpunt)                              | naonúr                     |
| 10  | a deich             | deichniú, deichiú        | deich (gceann~gcinn/lámha/bpunt)                             | deichniúr                  |
| 11  | a haon déag         | aonú (ceann) déag        | aon (cheann/lámh/phunt) déag, (ceann/lámh/punt) déag         | aon duine déag, duine déag |
| 20  | fiche               | fichidiú, fichiú         | fiche (ceann/lámh/punt)                                      | fiche duine                |
| 21  | a haon is fiche     | aonú (ceann) is fiche    | aon (cheann/lámh/phunt) is fiche, (ceann/lámh/punt) is fiche | duine is fiche             |
| 24  | a ceathair is fiche | ceathrú (ceann) is fiche | cheithre (cheann~cinn/lámha/phunt) is fiche                  | ceathrar is fiche          |
| 100 | céad                | céadú                    | céad (ceann/lámh/punt)                                       | céad duine                 |

* punt bedeutet „Pfund“, hier verwendet als typisches zählbares Substantiv, ceann bedeutet „Kopf“, kann jedoch auch zum Zählen unbestimmter Objekte verwendet werden. lámh bedeutet „Hand, Arm“. Ceann und lámh gehören zu den Substantiven, die nach Zahlen größer 2 stets im Plural (cinn, lámha) auftreten, und nach 2 stets im „Dual“ auftreten.
Die angegebenen Wörter für gezählte Personen beinhalten die Information „Personen“ bereits: triúr heißt „drei Personen“. Genauere Bezeichnungen können angefügt werden: triúr peileadóirí, „drei Fußballer“ 
Numeralien stehen stets vor den Substantiven, auf die sie sich beziehen. Im Standardirischen müssen Substantive, die Zahlwörtern folgen, im Singular sein; in irischen Dialekten ist Singular und Plural möglich. Wenn für das Substantiv eine Singularform verwendet wird, tritt Lenition auf für die Zahlen 3 bis 6 und Eklipse für 7 bis 10. Wenn Plural verwendet wird, bleiben die Substantive in Kombination mit den Zahlwörtern für 3 bis 6 unverändert, aber Eklipse für 7 bis 10, wie in den folgenden Beispielen:
trí chat (Singular, dt. ‚drei Katzen‘)
cúig chathaoir/cathaoireacha (Singular oder Plural, dt. ‚fünf Stühle‘)
naoi gcoinneal/gcoinnle (Singular oder Plural, dt. ‚neun Kerzen‘)
Die Zahlen 11–19 erhalten den zusätzlichen Bestandteil déag, entsprechend dem deutschen „-zehn“ (a trí déag = dreizehn, trí phunt déag = dreizehn Pfund).
Für die Bildung höherer Zahlen werden sowohl ein 10er- (seachtó, 60) als auch ein 20er-System (trí fhichid, 3 × 20) verwendet. Das 10er-System ist heute aufgrund der Verwendung im Schulsystem jedoch gängiger. Gezählte Gegenstände/Personen werden zwischen Einer- und Zehnerstelle gesetzt: dhá bhord is caoga, „52 Tische“, wörtlich „zwei Tisch und fünfzig“. Die Angabe des Gezählten erfolgt zumeist im Singular.

### Syntax
Die Wortstellung des neutralen Satzes ist relativ fest. Abgewichen werden kann von ihr aber, um Fokus und Kontrast zu nuancieren. Wie bei allen inselkeltischen Sprachen ist die neutrale Satzstellung Verb-Subjekt-Objekt. Fragen werden durch vorangestellte Partikeln gebildet, so dass die Satzgliedstellung unverändert bleibt:
- Déanann sé an obair. („Er macht die Arbeit.“, wörtl. „Macht er die Arbeit.“)
- An ndéanann sé an obair? („Macht er die Arbeit?“, wörtl. „Partikel-macht er die Arbeit?“)

Alle semantisch eigenständigen Satzglieder können durch Satzumbau jedoch nach vorne gestellt werden, um den Fokus des Satzes zu ändern. Ein neutraler Satz lautet beispielsweise:
- Rinne mé an obair leis an athair inné. („Ich machte gestern die Arbeit mit dem Vater.“, wörtlich „Machte ich die Arbeit mit dem Vater gestern.“)

Der Satz kann jedoch wie folgt umgestellt werden:
- An obair a rinne mé leis an athair inné. („die Arbeit“ im Fokus)
- Mise a rinne an obair leis an athair inné. („ich“ im Fokus)
- (Is) leis an athair a rinne mé an obair inné. („mit dem Vater“ im Fokus)
- Inné a rinne mé an obair leis an athair. („gestern“ im Fokus).

Ein Personalpronomen als direktes Objekt steht gewöhnlich am Satzende.
- Chonaic mé ar an tsráid é. („Ich sah ihn auf der Straße.“, wörtl. „Sah ich auf der Straße ihn.“)

Mit einer Nominalphrase als Objekt wird hingegen die normale Satzgliedfolge V-S-O eingehalten:
- Chonaic mé an fear ar an tsráid. („Ich sah den Mann auf der Straße.“, wörtl. „Sah ich den Mann auf der Straße.“)

## Textbeispiele

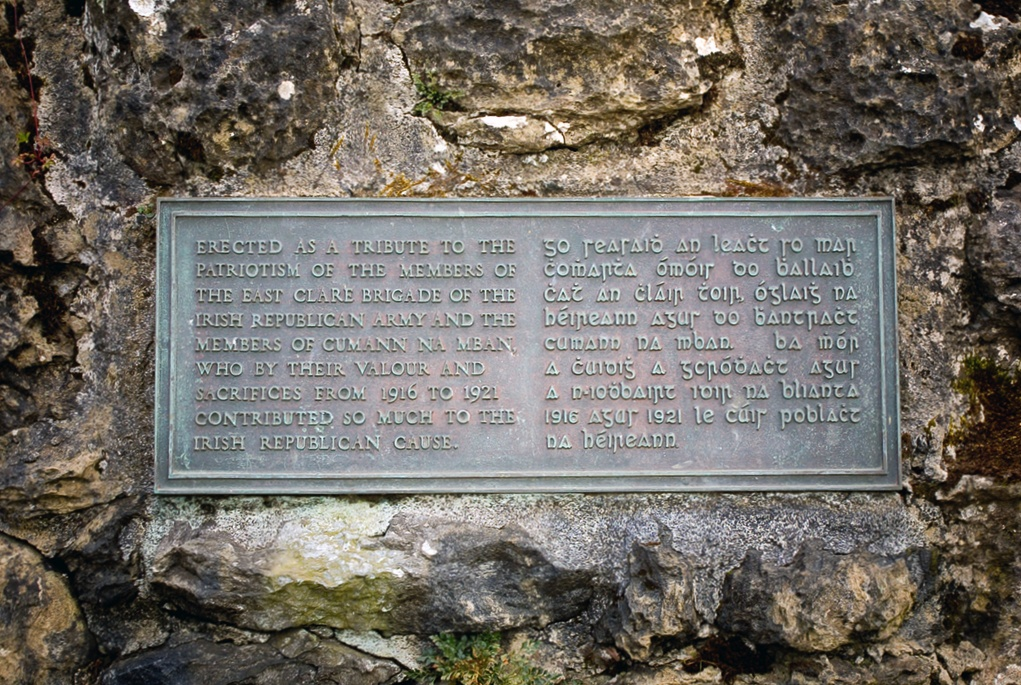
Gedenktafel an den Osteraufstand 1916 in Tuamgraney, County Clare: Text auf Englisch (links) und Irisch (rechts).

### Allgemeine Erklärung der Menschenrechte, Artikel 1
Irisch in moderner Orthographie
Airteagal 1.
Saolaítear gach duine den chine daonna saor agus comhionann i ndínit agus i gcearta. Tá bua an réasúin agus an choinsiasa acu agus ba cheart dóibh gníomhú i dtreo a chéile i spiorad an bhráithreachais.
Aussprache (Aran-Inseln)
/sˠiːɫiːtʲəɾˠ gˠaːx dˠɪnʲə dʲənʲ çɪnʲə dˠiːnə sˠiːɾˠ əsˠ kˠoːɪnˠənˠ ə nʲiːnʲətʲ əsˠ ə gʲæːɾˠtˠə. tˠɑː bˠuːə nˠ ɾˠeːsˠuːnʲ əsˠ ə xʌnʲʃəsˠə aːkˠəbˠ əsˠ bˠə çæːɾˠtˠ dˠoːbʲ gʲɾʲiːvuː dʲɾʲoː çeːlʲə sˠpʲɪɾˠədˠ ə vˠɾˠɑːɾʲəxəʃ./

### Vaterunser
Transkription des Irischen (Dialekt von Coolea)
Ár n-Athair atá ar neamh go naomhuighthear t’ainm, go dtagaidh do ríoghdhacht, go ndéintear do thoil ar an dtalamh mar a déintear ar neamh.
Aussprache
/ɑːr nahirʲ əˈtɑː erʲ nʲav gə neːˈviːhər tanʲimʲ, gə dɑgigʲ də riːxt, gə nʲeːnʲtər də holʲ erʲ ə daləv mɑr ə dʲeːnʲtʲər er nʲav./
Deutsche Interlinearübersetzung
Unser Vater der-ist auf Himmel dass sei-geheiligt dein-Name, dass komme dein Reich, dass werde-gemacht dein Wille auf der Erde wie welches werde-gemacht auf Himmel.
Heutiges Standardirisch
Ár nAthair atá ar neamh go naofar d’ainm, go dtaga do ríocht, go ndéantar do thoil ar an talamh mar a dhéantar ar neamh.

### Sprichwort
Transkription des Irischen (Dialekt von Coolea und heutiger Standard)
Is maith í comhairle an droch-chomhairligh.
Aussprache
/is mɑh iː koːrˈlʲiː ən droˈxoːrligʲ./
Deutsche Übersetzung
Ist gut sie Rat des schlecht-Beraters. = Gut ist der Rat eines schlechten Beraters. (comhairle, „Rat“, ist weiblich)
Beide Textausschnitte basieren auf Feldaufnahmen aus den 1930er oder 1940er Jahren aus West Cork. Die Transkriptionen wurden von Brian Ó Cuív vorgenommen und 1947 veröffentlicht.

### Allgemeine Beschreibungen und Grammatiken, Geschichte
- Martin J. Ball, Nicole Müller (Hrsg.): The Celtic Languages. 2. Auflage. Routledge, London/New York 2010, ISBN 978-1-138-96999-5.
- Mícheál Ó Siadhail: Modern Irish: Grammatical structure and dialectal variation. Cambridge University Press 1989, ISBN 0-521-37147-3.
- Martin Rockel: Grundzüge einer Geschichte der irischen Sprache. Österreichische Akademie der Wissenschaften. Wien 1989, ISBN 3-7001-1530-X.

### Lehrbücher
- Arne Ambros und Theresa-Susanna Illés: Sláinte! Irisch-Lehrbuch für den Selbstunterricht. Reichert, Wiesbaden 2006, ISBN 3-89500-512-6 (mit Schlüssel ISBN 3-89500-544-4).
- Mícheál Ó Siadhail: Lehrbuch der irischen Sprache. Helmut Buske, Hamburg 2004, ISBN 3-87548-348-0 (incl. Aussprache-CD).
- Britta Schulze-Thulin, Niamh Leypoldt: Irisch für Anfänger. Buske, Hamburg 2013, ISBN 978-3-87548-574-5.

### Wörterbücher
- Thomas F. Caldas, Clemens Schleicher: Wörterbuch Irisch-Deutsch. Helmut Buske, Hamburg 1999, ISBN 3-87548-124-0.
- Lars Kabel: Irisch-Gälisch. Wort für Wort (= Kauderwelsch. Band 90). 9. Auflage. Reise-Know-How-Verlag Rump, Bielefeld 2013, ISBN 978-3-89416-797-4.
- Alexey Shibakov: Irish Word Forms / Irische Wortformen (Book I). epubli, Berlin 2017, ISBN 978-3-7450-6650-0.
- Alexey Shibakov: Irish Word Forms / Irische Wortformen (Book II). epubli, Berlin 2017, ISBN 978-3-7450-6652-4.

### Dialekte
- Franz Nikolaus Finck: Die araner mundart. N. G. Elwert’sche Verlagsbuchhandlung, Marburg 1899.
- T. F. O’Rahilly: Irish Dialects Past and Present. Browne & Nolan, 1932; Nachdruck, Dublin Institute for Advanced Studies, 1972, ISBN 0-901282-55-3.
- E. C. Quiggin: A Dialect of Donegal: Being the Speech of Meenawannia in the Parish of Glenties. Cambridge University Press, 1906.

### Irischsprachige Literatur
- Desmond Durkin-Meisterernst: Neuirisches Lesebuch. Texte aus Cois Fhairrge und von den Blasket Inseln. Wiesbaden 2008, ISBN 978-3-89500-602-9.